# Distretto di Lidzbark Warmiński
Il distretto di Lidzbark Warmiński (in polacco powiat lidzbarski) è un distretto polacco appartenente al voivodato della Varmia-Masuria.

## Geografia antropica

### Suddivisioni amministrative
Il distretto comprende 5 comuni.
- Comuni urbani: Lidzbark Warmiński
- Comuni urbano-rurali: Orneta
- Comuni rurali: Kiwity, Lidzbark Warmiński, Lubomino